# Jugazan
Jugazan (gaskognisch: Jugasan) ist eine französische Gemeinde mit 273 Einwohnern (Stand: 1. Januar 2022) im Département Gironde in der Region Nouvelle-Aquitaine (vor 2016 Aquitaine); sie gehört zum Arrondissement Libourne und zum Kanton Les Coteaux de Dordogne. Die Einwohner werden Jugazannais genannt.

## Geographie
Jugazan liegt etwa 34 Kilometer ostsüdöstlich von Bordeaux. An der westlichen Gemeindegrenze verläuft der Fluss Engranne. Umgeben wird Jugazan von den Nachbargemeinden Rauzan im Norden und Osten, Blasimon im Südosten, Lugasson im Süden, Bellefond im Südwesten sowie Naujan-et-Postiac im Westen und Nordwesten.

## Bevölkerungsentwicklung
| Jahr                       | 1962 | 1968 | 1975 | 1982 | 1990 | 1999 | 2008 | 2020 |
| Einwohner                  | 274  | 279  | 238  | 209  | 218  | 219  | 282  | 275  |
| Quellen: Cassini und INSEE |      |      |      |      |      |      |      |      |

## Sehenswürdigkeiten
- Dolmen von Curton, Monument historique seit 1995
- Kirche Saint-Martin aus dem 12. Jahrhundert, seit 1966 Monument historique; mit Taufbecken (Monument historique)

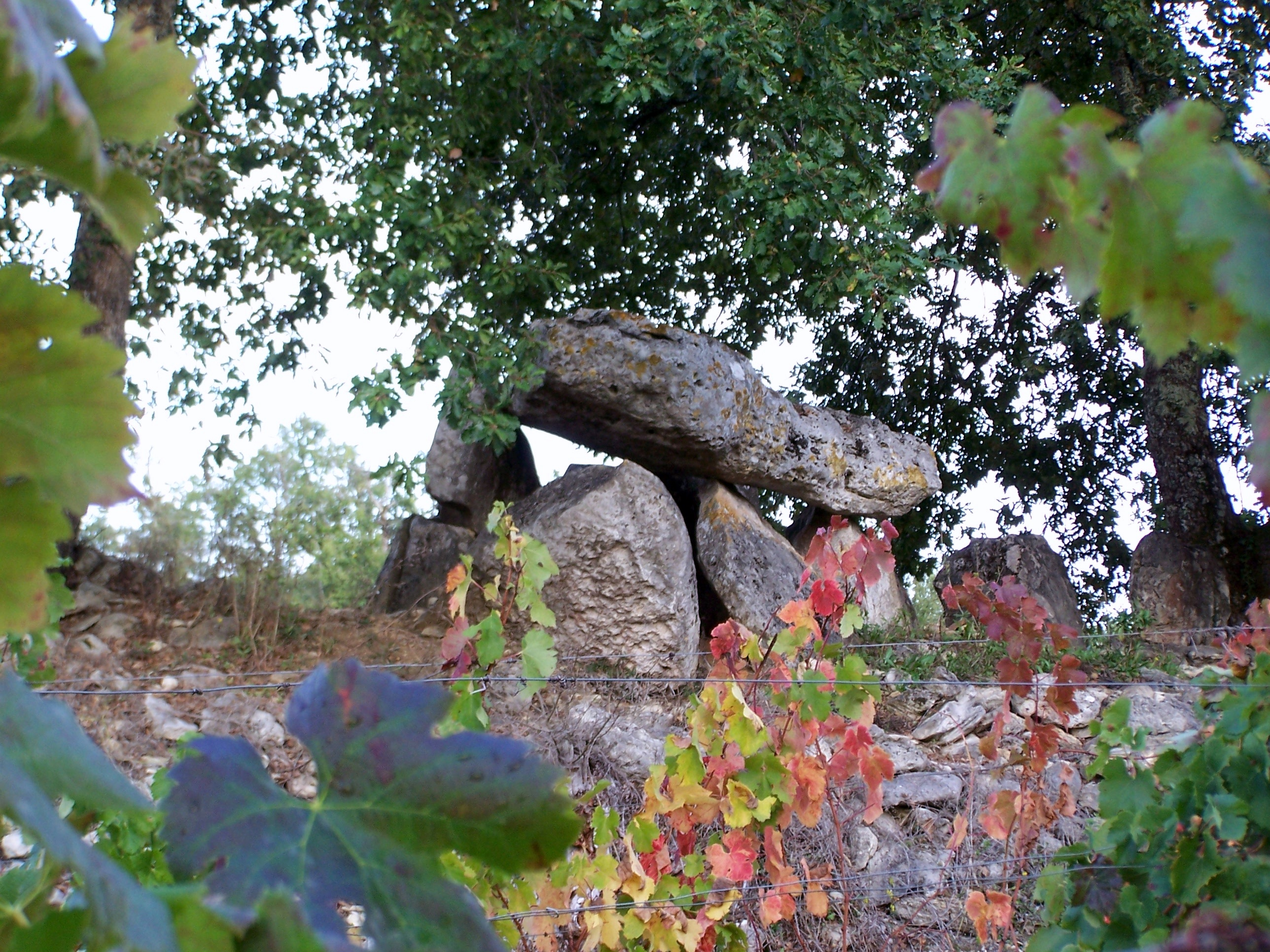
Dolmen Curton
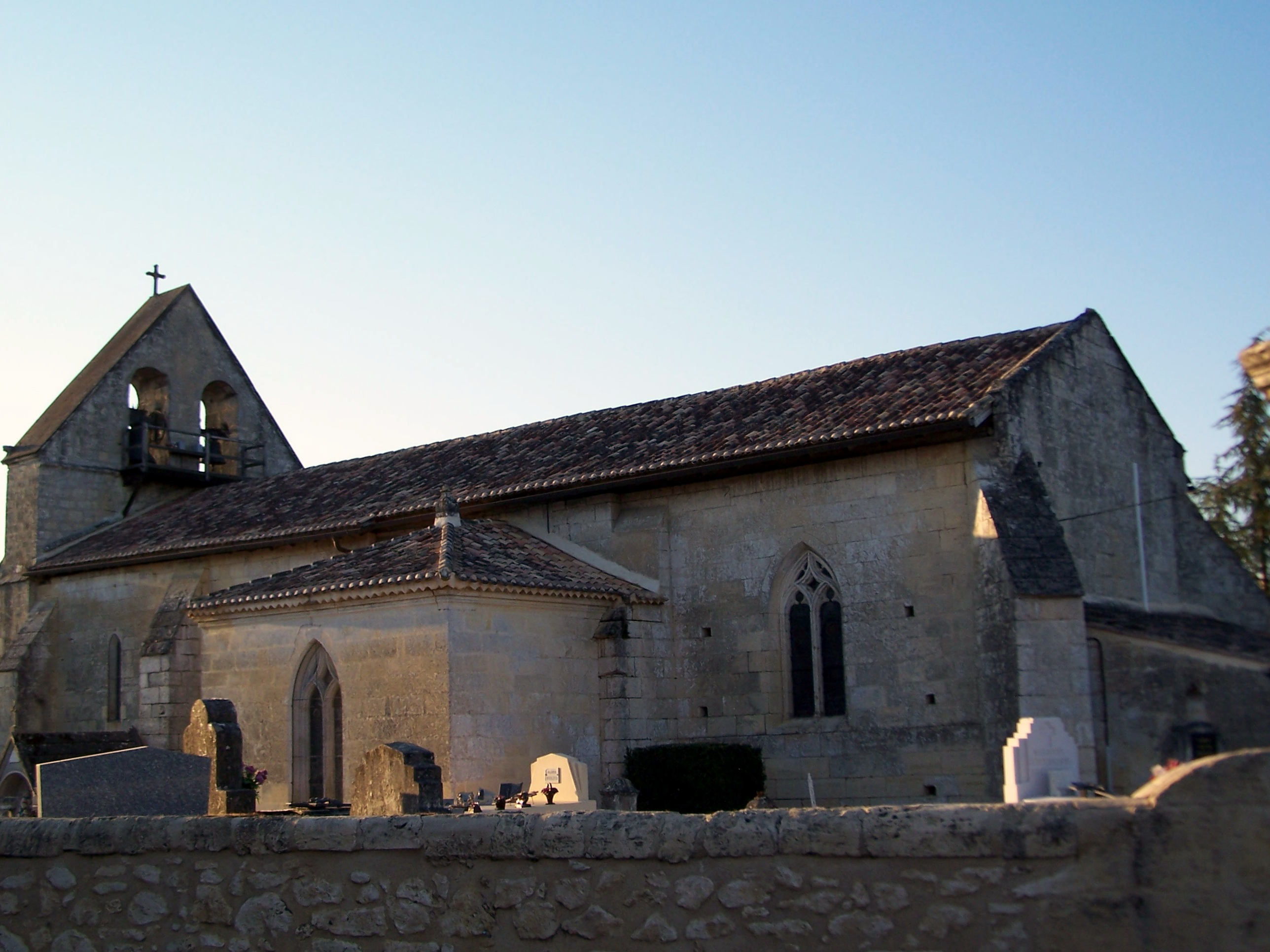
Kirche Saint-Martin
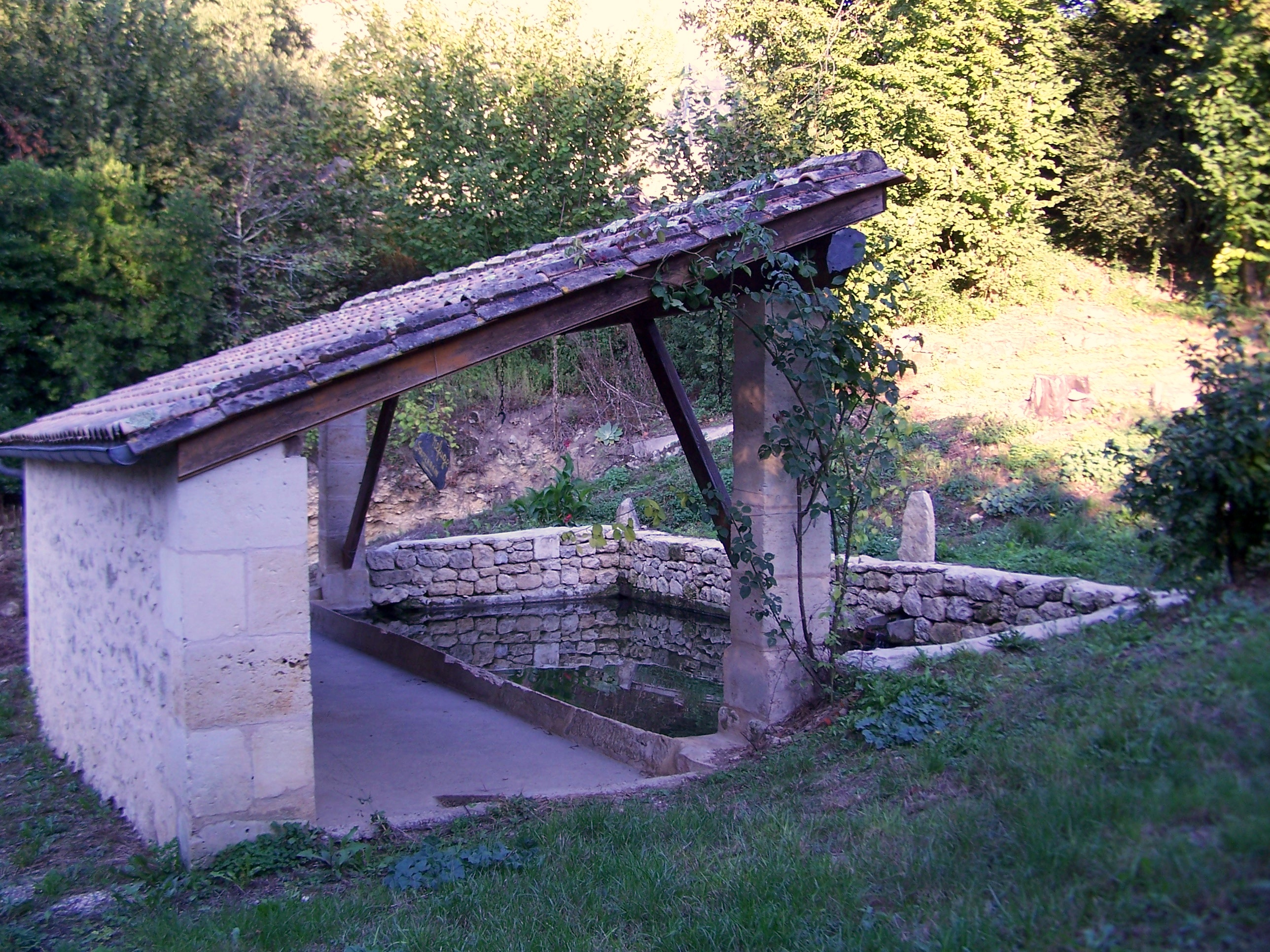
Ehemaliges Waschhaus im Ortsteil Labrie
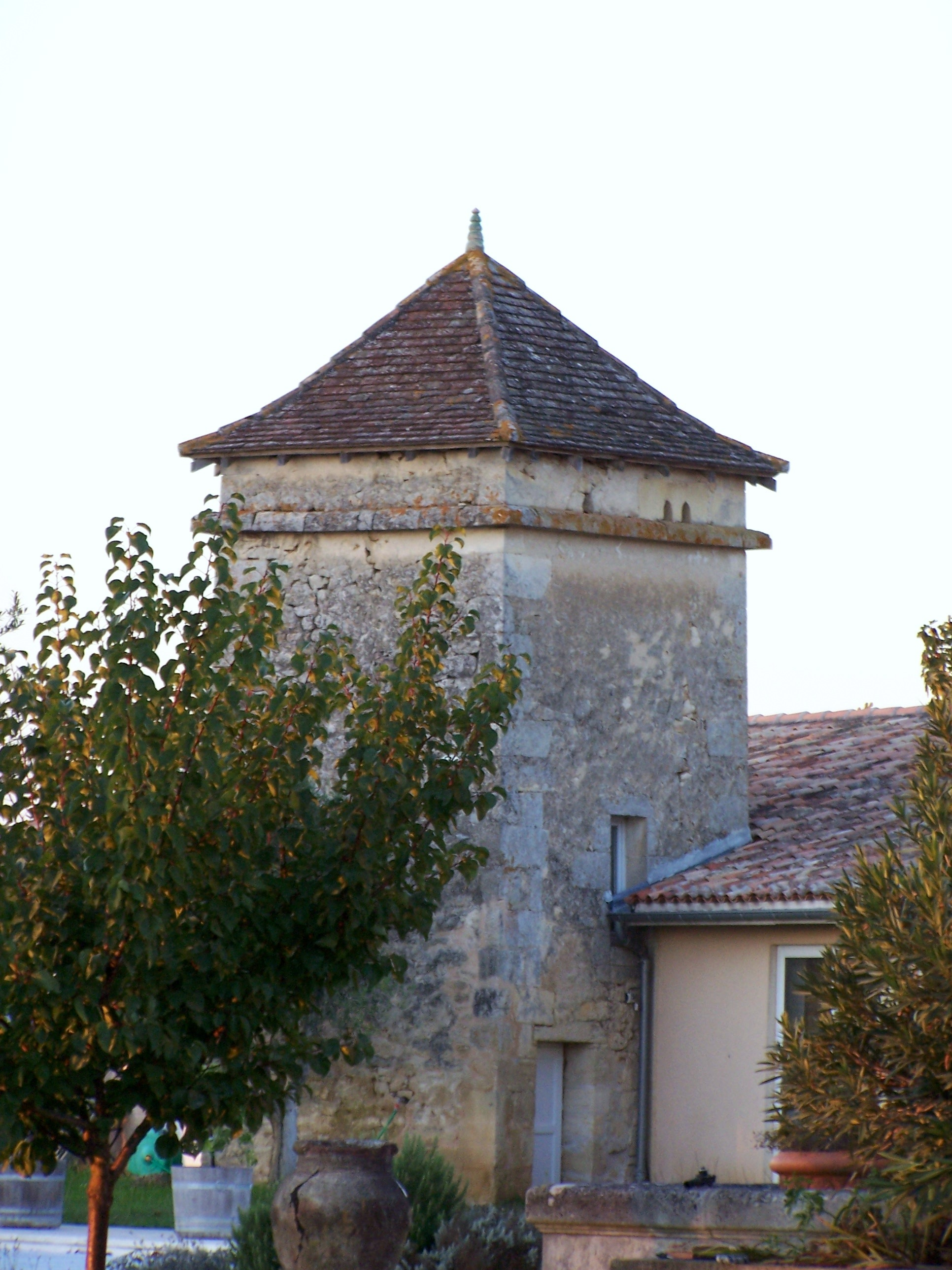
Taubenturm
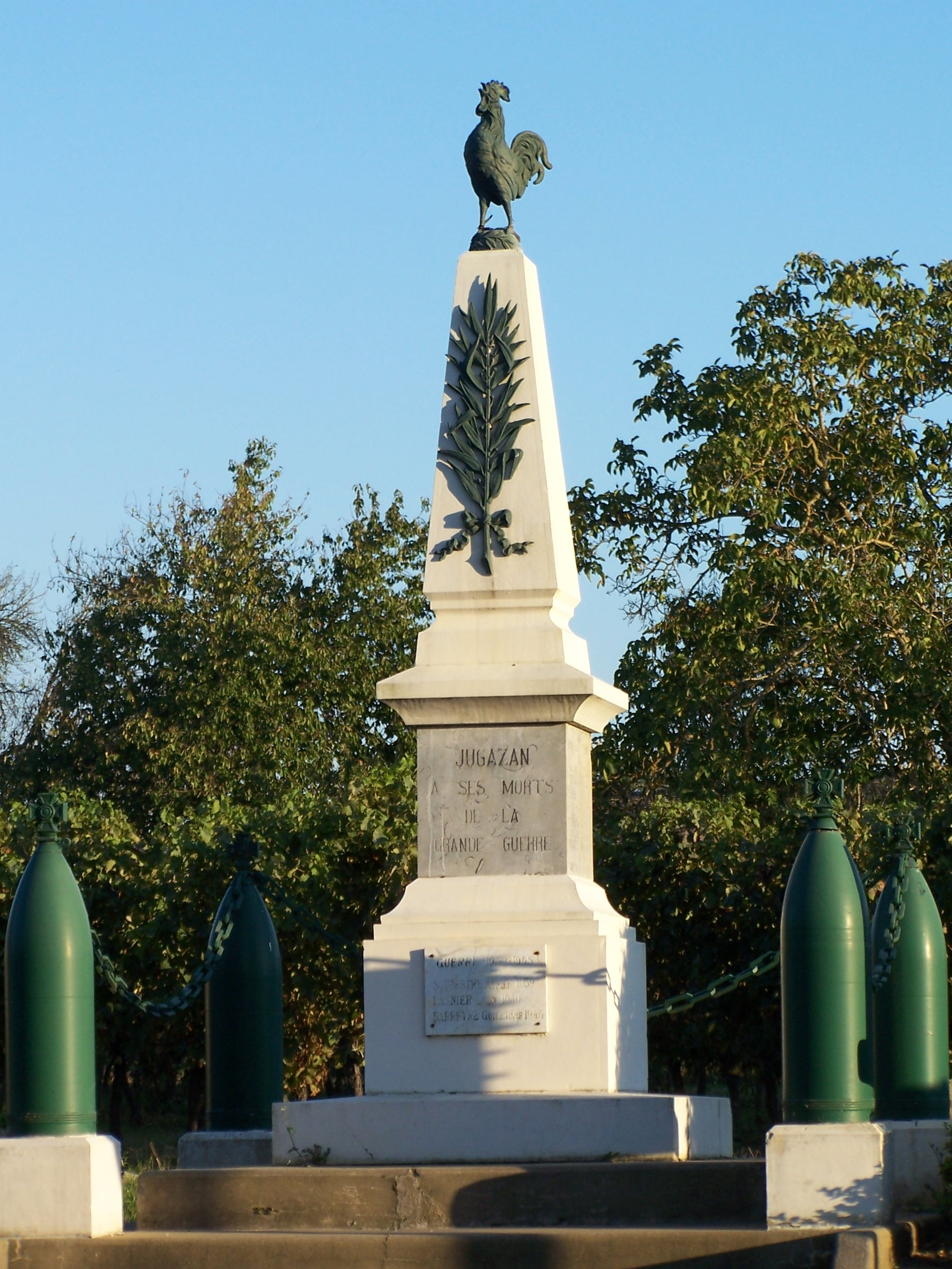
Gefallenendenkmal